# Triepeolus engeli
Triepeolus engeli är en biart som beskrevs av Molly G. Rightmyer 2008. Triepeolus engeli ingår i släktet Triepeolus och familjen långtungebin. Inga underarter finns listade i Catalogue of Life.